# Groove Collective
Groove Collective – acid-jazzowa grupa założona w 1990 roku. Zasłynęła dzięki dwóm hitom z 1996 roku, które były coverami The Beatles „I Want You (She’s So Heavy)” oraz „Lift Off”.

## Członkowie
- Richard Worth – flute
- DJ Smash – turntables
- Nappy G – rapping
- Itaal Shur – keyboards
- Gengi Siraisi – drums
- Jonathan Maron – bass
- Bill Ware – vibraphone (ex-Steely Dan)
- Jay Rodriguez – saxophone
- Josh Rouseman – trombone
- Fabio Morgera – trumpet
- Chris Theberge – percussion

## Dyskografia
- Groove Collective (Reprise Records, 1993) US Jazz #20[2]
- We the People (GRP Records, 1996) US Jazz #20
- Dance of the Drunken Master (Shanachie Records, 1998) US Jazz #22
- Declassified (Shanachie, 1999)
- It’s All in Your Mind (Shanachie, 2001)
- Brooklyn, NY 04.20.02 (live album) (Kufala Records, 2002)
- People People Music Music (Savoy Records, 2006)
- PS1 Warm Up:Brooklyn, NY, July 2nd, 2005 (live album) (Kufala, 2007)